# Tuggeranong
Tuggeranong è un distretto di Canberra, la capitale dell'Australia, comprende la parte più meridionale della città.
Il nome Tuggeranong deriva da un'espressione in lingua Ngunnawal che significa "luogo freddo".
Il quartiere, prevalentemente residenziale, si sviluppa intorno alle rive del bacino artificiale del lago Tuggeranong.

## Quartieri di North Canberra
- Banks
- Bonython
- Calwell
- Chisholm
- Conder
- Fadden
- Gilmore

- Gordon
- Gowrie
- Greenway
- Hume
- Isabella Plains
- Kambah

- Macarthur
- Monash
- Oxley
- Richardson
- Theodore
- Wanniassa